# Lazarus-Orden

Das grüne Amalfikreuz – das Symbol des Lazarus-Ordens

Ordensflagge

Der Lazarus-Orden oder Orden des Heiligen Lazarus (voller Name Militärischer und Hospitalischer Orden des Heiligen Lazarus von Jerusalem) war eine christliche ritterliche Ordensgemeinschaft von Hospitalitern, die im 12. Jahrhundert als geistlicher Ritterorden in Jerusalem gegründet wurde und ihre Ursprünge in einem dem Heiligen Lazarus von Bethanien geweihten Leprahaus (Leprosorium) hat, das sich außerhalb der Stadtmauer, in der Nähe des Neuen Tores befunden hatte und damals schon seit alters her von armenischen Mönchen betrieben worden war. Der Sitz des Großmagisteriums war Jerusalem, dann Boigny. In den Jahrhunderten seines Wirkens ist er über Jerusalem hinaus als Krankenpflegeorden bekanntgeworden. Seine hospitalischen Tätigkeiten haben in der Entstehung des Begriffes „Lazarett“ sowie im grünen Kreuz der Apotheker ihre geschichtliche Würdigung erhalten. Der Orden war über Jahrhunderte hinweg in der hospitalischen Betreuung hauptsächlich von Leprakranken engagiert. Der Orden führt ein grünes achtspitziges Kreuz als Symbol.
Nachdem gegen Ende des Mittelalters die Lepra fast verschwunden war, wurden in der frühen Neuzeit unterschiedliche Ordenszweige mit den Johannitern (heute Malteser), dem Mauriziusorden (heute Orden der Heiligen Mauritius und Lazarus) und dem Orden unserer lieben Frau vom Berge Karmel (1830 aufgehoben) vereinigt. Heute gibt es verschiedene Orden, die sich in der Nachfolge des alten Lazarus-Ordens sehen.

## Geschichte
Die Ordensgemeinschaft entwickelte sich um 1198 aus einer monastischen Spitalbruderschaft, die ein Leprosorium betrieb, das außerhalb der Stadtmauern von Jerusalem gelegen war und Leprakranke aufnahm und pflegte. Der Orden folgte der Ordensregel des hl. Augustinus von Hippo. Aus dem umfangreichen hospitalischen Wirken des Lazarus-Ordens über Jahrhunderte entstand letztendlich der Begriff „Lazarett“ als Synonym für Hospital und Hospiz. Ein einfaches, getatztes grünes Stoffkreuz auf der Brust des schwarzen Habits beziehungsweise an der linken Schulter ihres Mantels war – wohl seit dem 12. Jahrhundert als Raymond du Puy gleichzeitig Großmeister der Johanniter und Lazariter war – Symbol des Lazarus-Ordens. Ursprünglich war der Lazarus-Orden rein hospitalisch ausgerichtet, übernahm aber noch zur Zeit der Kreuzzüge zunehmend militärische Aufgaben im Heiligen Land. Im 12. Jahrhundert breitete sich der Orden auf die Herkunftsländer der Kreuzfahrer aus. Nach dem Verlust des Heiligen Landes verlegte der Orden seinen Sitz nach Europa. Seit dem Jahr 1308 stand der Orden unter dem erblichen Protektorat der französischen Könige, das bis 1830 andauerte.

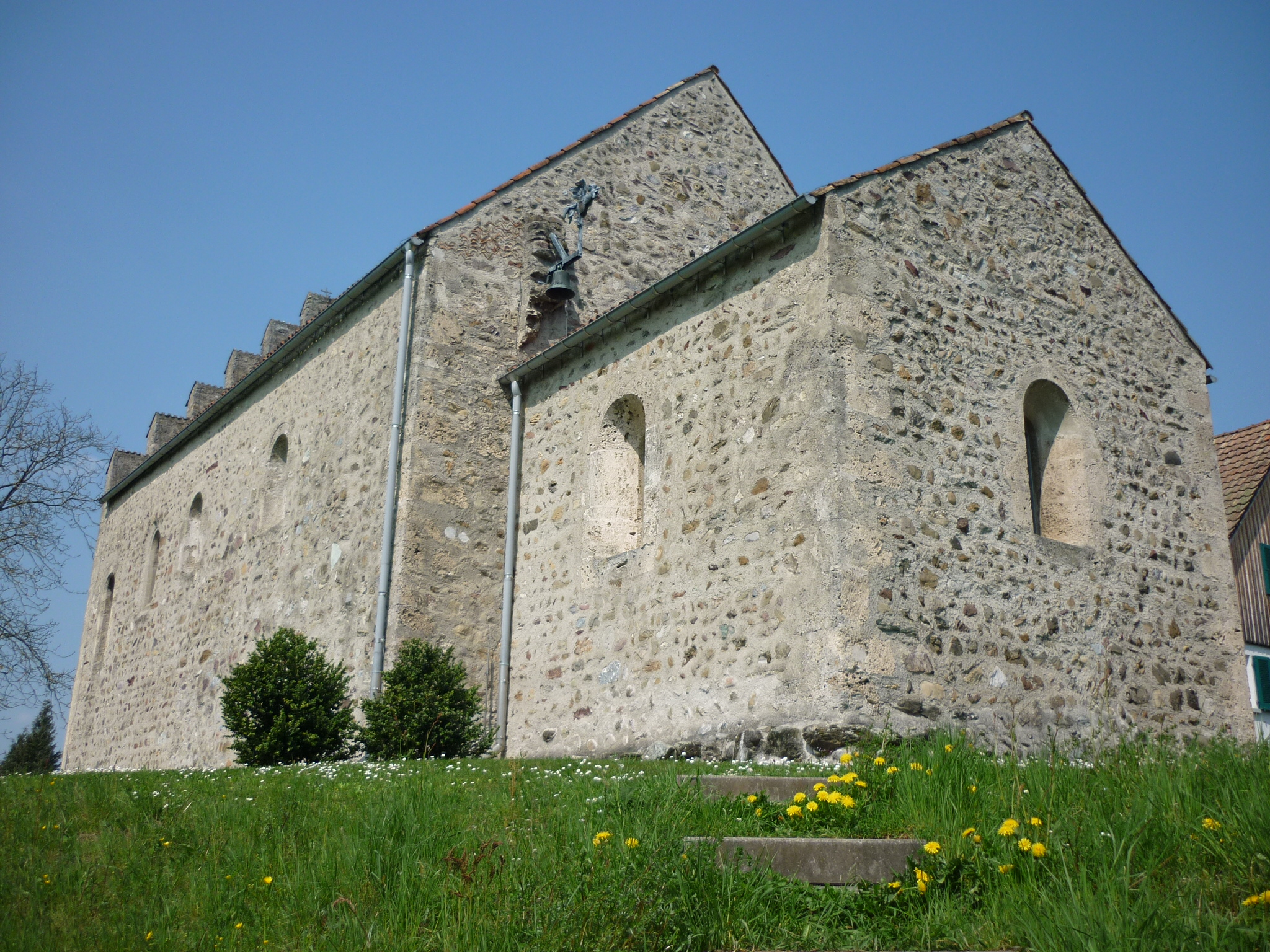
Lazariterkirche Gfenn in Dübendorf, Schweiz, 13. Jh.

### Mittelalter
Die erste dokumentarische Erwähnung des Lazarus-Ordens findet sich im Jahre 1043 in einer päpstlichen Bulle von Papst Benedikt IX., worin er dem Orden bestimmte Privilegien bewilligte. Aber bereits seit dem 4. Jahrhundert ist ein Hospital vor den Stadtmauern Jerusalems bekannt, das durch armenische Mönche geführt wurde. Ab dem 9. Jahrhundert existierten dann zwei weitere Hospitäler in Jerusalem, das „Marienhospital“ und das „Hospital des Heiligen Johannes“, aus dem später der Johanniterorden hervorging. Diese drei Hospitäler wurden gemeinhin als „Hospital von Jerusalem“ bekannt.
Zunächst stand der Orden unter der Jurisdiktion des griechischen Patriarchen von Jerusalem. Nach der Eroberung Jerusalems im Ersten Kreuzzug kam der Orden 1099 unter die Jurisdiktion des lateinischen Patriarchen von Jerusalem.
Das Jerusalemer Leprahospital erhielt spätestens seit dem Jahr 1142 durch Schenkungen eine ganze Reihe von Grundstücken, Kirchen und Rechten im Kreuzfahrerstaat. Güter sind u. a. in Jerusalem, Tiberias, Askalon, Caesarea und Akkon (ab 1161 bzw. 1165) bezeugt. Rund 40 Dokumente aus dieser Zeit sind überliefert, wobei häufig Tempelritter als Zeugen bei den Schenkungen genannt werden.

Ähnlich wie die anderen Ritterorden war auch der Lazarus-Orden fest in die Gesellschaft der Kreuzfahrerstaaten integriert: Der als Le Livre au Roi bekannte Rechtstext aus der Zeit des späten 12. Jahrhunderts forderte Lehnsmannen des Königreichs Jerusalem dazu auf, bei voraussichtlich unheilbarem Ausbruch der Krankheit dem Orden beizutreten. Der Text lautet wie folgt: 

„S‘il avient que (…) un home lige devient mesel si que mais ne puisses garir de sele meselerie qui fort s‘est prise sur luy, le dreit juge et coumande que il deit estre rendus en l‘Ordre de Saint Lasre, la ou est estably que les gens de tel maniere de maladie se deivent rendre (…)“ („Ereignet es sich, dass (…) ein Lehnsmann derart krank wird, dass er niemals wird gesunden können von jener Krankheit, die ihn ergriffen hat, findet und befiehlt das Recht, dass er dem Orden des Heiligen Lazarus übergeben werden solle, der da eingerichtet ist, dass Volk von jener Art Krankheit (befallen) sich dort einfinden muss (…)“

 Im fortschreitenden 13. Jahrhundert wurde auch Gesunden der Beitritt zum Orden des Hl. Lazarus gestattet, womit der Orden auch die für Ritterorden typischen Pflichten wahrnahm, wie die Bewachung eines Abschnitts der Stadtmauer von Akkon. Hierbei handelte es sich um einen Mauerabschnitt der neu errichteten Mauer um den nördlichen Stadtteil Montmussard, in dem sich die Liegenschaften des Ordens befanden (Hospital, Kirche, Komturei).
Bereits im 12. Jahrhundert breitete sich der Orden auf die Herkunftsländer der Kreuzfahrer aus. König Ludwig VII. von Frankreich verlieh 1154 dem Orden den königlichen Status und wies ihm das Schloss Boigny in der Nähe von Orléans als Sitz zu.
Die Aktivitäten des Ordens waren ursprünglich rein hospitalischer Art. Wann genau die Umwandlung in einen ritterlichen Orden erfolgte, ist nicht mit Jahreszahl überliefert. Die Übernahme von militärischen Funktionen ergaben sich schrittweise aus dem Umstand, dass die geistlichen Ritterorden im Heiligen Land, insbesondere der Templer, wahrscheinlich auch die Johanniter, vielleicht auch die Deutschritter, ihre an Lepra erkrankten Mitbrüder an den Lazarus-Orden überstellten. Es gibt nur wenige Belege für die kriegerische Betätigung des Ordens. Die einzigen sicher belegten Kampfeinsätze sind die im Folgenden beschriebenen bei La Forbie 1244, al-Mansura 1250, Ramla 1252 und Akkon 1291. Vermutlich waren die Brüder des Lazarus-Orden zufolge ihrer Krankheit im Kämpfen benachteiligt, jedenfalls erlitten sie stets hohe Verluste. An den Kämpfen dürften neben erkrankten aber auch gesunde Ordensbrüder teilgenommen haben. Aus den nur bruchstückhaft erhaltenen Ordensregeln lassen sich keine Bestimmungen für den militärischen Dienst ableiten – der Hospitaldienst stand stets im Mittelpunkt der Ordenstätigkeit.
Als höchst unwahrscheinlich zu werten ist, dass bereits in der Schlacht von Montgisard im Jahre 1177 ein Kontingent des Lazarus-Ordens entscheidend zum Sieg über das Heer Saladins beigetragen habe – König Balduin IV., selbst Aussätziger, wahrte aus politischen Gründen sogar eher Distanz zum Orden; so ergingen durch ihn unterdurchschnittlich viele Schenkungen an die Lazariten.
Patriarch Robert von Nantes berichtete an den Papst, dass in der Schlacht von La Forbie am 18. Oktober 1244 alle anwesenden Lazarusritter den Tod fanden. Der Orden nahm von 1248 bis 1250 am sechsten Kreuzzug teil und erhielt von König Ludwig IX. von Frankreich ein Haus in Damiette geschenkt, das nach der Aufgabe der Stadt im Mai 1250 aber wieder geräumt werden musste. Während für den Kreuzzug entscheidenden Schlacht um al-Mansura erlitten die Lazarusritter schwere Verluste. Im Jahr 1252 griff der Orden in der Nähe von Ramla eine arabische Karawane an, um eine große Vieherde zu erbeuten. Allerdings wurden die Lazarusritter nach einem Gefecht mit Sarazenenkriegern geschlagen. Laut Joinville hatten nur vier Ordensritter den Kampf überlebt.
1253 erteilte Papst Innozenz IV. dem Orden die Erlaubnis, auch Großmeister zu ernennen, die nicht an Lepra leiden. 1291 beteiligten sich fünfundzwanzig Ordensritter bei der Verteidigung von Akkon, die alle während des Kampfes getötet wurden. Der Orden war danach gezwungen, das Heilige Land zu verlassen, und Boigny wurde der Sitz des Großmagisteriums. Neun Jahre später stellte Urban IV. die Lazariter unter den direkten Schutz des Heiligen Stuhls. Er bezeichnete den Orden als „ordo militia“ und stellte ihn damit auf eine Stufe mit den großen Ritterorden der Zeit.
Im Jahr 1308 stellte König Philipp IV. von Frankreich den Lazarus-Orden unter das erbliche Protektorat der französischen Krone, das bis 1830 andauern sollte. Im Laufe des 14. und 15. Jahrhunderts entfaltete der Orden neben dem hospitalischen Dienst an den Leprakranken auch wieder vereinzelt militärische Aktivitäten.

### 15. bis 17. Jahrhundert
Mit der Bulle Nos igitur vom 28. März 1489 verfügte Papst Innozenz VIII. die Inkorporation des Lazarus-Ordens und des Kanonikerordens vom Heiligen Grab in den Orden der Johanniter. Eine Umsetzung der Bulle blieb jedoch auf wenige Gebiete beschränkt, wo die Besitztümer tatsächlich an den Johanniterorden fielen. Der französische König sah in der Bulle die Pragmatische Sanktion von Bourges verletzt und damit seine königlichen Hoheitsrechte. Er verweigerte die Durchführung der Bulle und bestätigte dem Orden gleichzeitig seine Privilegien. Damit bestand der Lazarus-Orden an seinem Hauptsitz in Boigny ungehindert weiter fort – wie auch an allen anderen Gebieten, die Boigny unterstanden und außerhalb Frankreichs lagen. In den folgenden Jahren erfolgte eine schleichende Rücknahme der Bulle.
Aufgrund der Intervention Kaiser Karls V. restituierte Papst Leo X. das Priorat von Capua, welches sich in Folge 1517 vom französischen Zweig in Boigny spaltete, und bestimmte es zum Sitz des Großmeisters. Papst Pius IV. versuchte in der Folge, mit der Bulle Inter assiduas vom 9. Februar 1562, eine Restauration aller Privilegien nur und ausschließlich für das Priorat Capua des Lazarus-Ordens auszustellen. 1564 ernannte er Giannotto Castiglioni zum Großmeister, um den Orden in Italien wiederherzustellen und eine Armee gegen das Osmanische Reich aufzubauen. 1567 widerrief Pius V. den Großteil der Privilegien.
Im November 1572 vereinigte Papst Gregor XVI. den Lazarus-Orden mit dem kurz zuvor von Emanuel Philibert von Savoyen erneuerten Moritzorden zum Orden der Heiligen Mauritius und Lazarus unter der Großmeisterschaft der Herzöge von Savoyen.
Auch diese Entscheidung wurde von Frankreich nicht anerkannt. François Salviati, Komtur von Boigny, berief ein Generalkapitel ein, das auf die Selbstständigkeit des Ordens bestand und Salviati als Großmeister bestätigte. 1608 wurde Großmeister Philibert Marquis de Nérestang (1604–1620) in Personalunion ebenfalls zum Großmeister des Ordens unserer lieben Frau vom Berge Karmel ernannt. Die Orden wurden nicht vereinigt, sondern bestanden als zwei Orden unter der offiziellen Bezeichnung vereinte Königliche Ritter- und Hospitaliter-Orden unserer lieben Frau vom Berge Karmel und des Heiligen Lazarus (Ordres Royaux, Militaires et Hospitaliers de Notre-Dame du Mont-Carmel et de Saint-Lazare de Jérusalem Réunis) fort, um die fortbestehende Eigenständigkeit darzustellen. Faktisch war jedoch der französische Lazarusorden im Orden unserer lieben Frau vom Berge Karmel aufgegangen.

### Neugründungsversuch
Im Jahr 1910 wurde in der Tradition des französischen Ordens ein neuer Lazarus-Orden gegründet, der heute in drei Orden gespalten ist. Keiner dieser Orden wird von der International Commission for Orders of Chivalry oder dem Heiligen Stuhl anerkannt.

## Kommenden der ProvinzAlemannia
Die Kommenden der Provinz Alemannia (heute Deutschland und Schweiz) gingen bis 1492 in den Besitz der Johanniter über.
- Kommende Megersheim
- Kommende Breitenbich
- Kommende Braunsroda
- Kommende Schlatt
- Kommende Wackenhausen
- Kommende Uri
- Kommende Gfenn
- Kommende Gotha
- Kommende Sangerhausen